# ActiveX Data Objects
 For alternative betydninger, se Ado. (Se også artikler, som begynder med Ado)
ActiveX Database Objects, forkortet ADO, er Microsofts COM-baserede databaseteknologi, der definerer en standard for universel adgang til strukturerede data, herunder SQL-databaser, kommaseparerede filer, tekstfiler, regneark et cetera. ADO er et forsøg på at samle tidligere teknologier som DAO, RDO, ODBC og OLEDB.
Kilder/henvisninger
- Lexopen